# Jóhannes av Skarði
Jóhannes av Skarði (Tórshavn, 7 aprile 1911 – Tórshavn, 24 gennaio 1999) è stato un linguista faroese.

## Biografia
Figlio del poeta Símun av Skarði e di Súsanna Kathrina Jacobsen, il 18 giugno 1945 si sposò con Paulina, dalla quale ebbe quattro figli: Símun (1945), Hans Jákup (1946), Sanna (1949) e Aleksandra (1955).
Oggi è generalmente ricordato per la pubblicazione del dizionario danese-faroese nel 1967 e del dizionario inglese-faroese nel 1984, che gli valse anche un premio nazionale per la letteratura vinto nello stesso anno.